# BOC Hong Kong (Holdings)
BOC Hong Kong (Holdings) Limited (BOCHK) — гонконгская финансовая компания, контрольный пакет акций которой принадлежит Банку Китая, в свою очередь контролируемому правительством КНР. Деятельность в основном осуществляет через дочернюю компанию Bank of China (Hong Kong) Limited, которая, наряду с The Hongkong and Shanghai Banking Corporation и Standard Chartered Bank (Hong Kong), является одним из трёх банков, выпускающих гонконгские доллары (с 1994 года).
Из находившихся в обращении на конец 2017 года 455,7 млрд гонконгских долларов 32,1% были выпущены Bank of China (Hong Kong) Limited, также этот банк имеет своего представителя в Управлении денежного обращения Гонконга, выполняющего функции центрального банка этого специального административного района КНР. Розничная сеть банка включает около 200 отделений и более тысячи банкоматов. Депозиты в банке на конец 2017 года составляли 1,774 трлн гонконгских долларов. Помимо Гонконга, банк представлен в других странах Юго-Восточной Азии, таких как Малайзия, Таиланд, Бруней, Индонезия, Камбоджа, Филиппины и Вьетнам. С 2016 года банк участвует в международной межбанковской платёжной системе (Cross-Border Inter-Bank Payment System), а также является единственным гонконгским банком с правом осуществлять клиринговые операции в юанях (с 2003 года).

## История
Предшественник Bank of China был основан в 1905 году, после революции 1911 года он получил современное название. Он выполнял функции центрального банка, в частности выпускал единую китайскую валюту (до этого деньги печатали различные банки и кредитные общества). В Гонконге, в то время британской колонии, он открыл отделение в 1917 году, в 1918 году его примеру последовал Yien Yieh Commercial Bank, за ними другие китайские банки. В 1928 году был образован новый Центральный банк Китайской Республики, Bank of China стал заниматься обменом валют и другой внешнеэкономической деятельностью.
Ко времени образования КНР в 1949 году в Гонконге насчитывалось 15 филиалов китайских государственных банков и девять филиалов частных или смешанных банков из материкового Китая. Кроме того, в 1949 году китайские власти основали в Гонконге Po Sang Bank, а в 1950 году — Nanyang Commercial Bank. В 1952 году гонконгские филиалы девяти смешанных государственно-частных банков (Sin Hua Bank, China & South Sea Bank, Kincheng Banking Corp, China State Bank, National Commercial Bank, Yien Yieh Commercial Bank, Young Brothers Banking Corp, Wo Sang Bank и National Industrial Bank of China) были объединены под управлением Bank of China. В 1954 году, вслед за родительскими банками, были закрыты гонконгские отделения банков Young Brothers Banking Corp, Wo Sang Bank и National Industrial Bank of China, а управление оставшимися филиалами в 1958 году было передано региональному отделению Bank of China по Гонконгу и Макао. Позже Bank of China взял на себя управление гонконгскими отделениями ещё трёх банков — Kwangtung Provincial Bank, Hua Chiao Commercial Bank и Bank of Communications (последний вышел из состава Bank of China Group в 1998 году).
В 1970-х годах Bank of China поглотил гонконгский Chiyu Banking Corp, а в 1975 году существенно увеличил долю государственного капитала во всех подконтрольных смешанных банках. В 1980-х годах 14 дочерних банков провели ребрендинг и стали частью Bank of China Group. В 1989 году было завершено строительство 72-этажной гонконгской штаб-квартиры Bank of China; это здание до 1992 года удерживало статус самого высокого здания в Гонконге (сейчас четвёртое). В 1999 году Bank of China Group начал реструктуризацию своей деятельности: все миноритарные пакеты акций в дочерних банках (за исключением Chiyu Banking Corp) были выкуплены Bank of China; все операции в Китае были объединены под началом Po Sang Bank, который был переименован в Bank of China (Hong Kong) Limited, а Nanyang Commercial Bank и Chiyu Banking Corp стали его филиалами.
Слияние всех подконтрольных структур завершилось осенью 2001 года, они были объединены под началом холдинговой компании BOC Hong Kong (Holdings) Limited, более 65 % акций которой оказалось у государственного Bank of China. Остальные акции с 2002 года котируются на Гонконгской фондовой бирже.
В 2016 году была продана доля в Nanyang Commercial Bank, а в 2017 году — в Chiyu Banking Corporation. В то же время в состав BOC Hong Kong были включены отделения Bank of China в Малайзии, Таиланде, Индонезии и Камбодже, а в начале 2018 года — отделения во Вьетнаме и на Филиппинах.

## Руководство
- Чэнь Сыцин (Chen Siqing, род. в 1960 году) — председатель правления BOC Hong Kong (Holdings) Limited с 30 августа 2017 года, член совета директоров с 2011 года; в Bank of China с 1990 года, с 2014 по 2017 был президентом и вице-председателем Bank of China, а с августа 2017 года стал его председателем правления[4].
- Гао Инсинь (Gao Yingxin) — главный исполнительный директор с начала 2018 года; в Bank of China с 1986 года[1].

## Деятельность
Основные подразделения BOC Hong Kong (Holdings) Limited:
- частный банкинг (Personal Banking) — банковские услуги частным лицам и малому бизнесу; оборот в 2017 году составил HK$17 млрд, активы составили HK$358 млрд;
- корпоративный банкинг (Corporate Banking) — банковские услуги крупным компаниям; оборот HK$18 млрд, активы HK$869 млрд;
- страхование (Insurance) — индивидуальное и групповое страхование жизни; оборот HK$19,5 млрд, активы HK$131 млрд;
- казначейские услуги (Treasury) — осуществляет финансирование, регулирует процентные ставки и курсы обмена валют для компании; оборот HK$11,6 млрд, активы HK$1,234 трлн.

В структуре выручки более половины приходится на процентный доход (HK$34,7 млрд из HK$66,5 млрд в 2017 году), на плату за услуги и комиссионные приходится HK$11,5 млрд, чистые страховые премии — HK$14,7 млрд.
Более 90 % выручки компании даёт деятельность в Гонконге.
| Год                  | 2001  | 2002  | 2003  | 2004  | 2005  | 2006  | 2007  | 2008  | 2009  | 2010  | 2011  | 2012  | 2013  | 2014  | 2015  | 2016  | 2017  |
| -------------------- | ----- | ----- | ----- | ----- | ----- | ----- | ----- | ----- | ----- | ----- | ----- | ----- | ----- | ----- | ----- | ----- | ----- |
| Операционная прибыль | 5,750 | 9,234 | 9,924 | 11,98 | 14,81 | 16,54 | 18,03 | 4,182 | 15,10 | 18,24 | 22,48 | 20,08 | 23,57 | 26,26 | 27,82 | 28,96 | 33,99 |
| Чистая прибыль       | 2,901 | 6,914 | 8,102 | 12,12 | 13,66 | 14,28 | 15,88 | 2,977 | 14,25 | 16,69 | 20,81 | 21,55 | 23,08 | 25,11 | 27,68 | 56,32 | 29,21 |
| Активы               | 766,1 | 735,5 | 762,6 | 796,8 | 822,1 | 929,0 | 1068  | 1147  | 1213  | 1661  | 1739  | 1831  | 2047  | 2189  | 2383  | 2328  | 2646  |
| Собственный капитал  | 52,17 | 56,67 | 60,26 | 68,52 | 79,94 | 84,66 | 93,88 | 83,73 | 104,2 | 115,2 | 129,8 | 151,0 | 158,8 | 176,7 | 194,8 | 224,7 | 242,7 |

## Структура компании
Основным акционером BOC Hong Kong (Holdings) Limited является Bank of China, которому принадлежит 66 % акций через полностью подчинённые дочерние компании BOC Hong Kong Group (Гонконг) и BOC Hong Kong (BVI) Limited (Британские Виргинские острова). Основные дочерние компании на конец 2017 года (место и год регистрации, контролируемый пакет акций и направление деятельности):
- Bank of China (Hong Kong) Limited (Гонконг, 1964 год, 100 %, банкинг)
- BOC Group Life Assurance Company Limited (Гонконг, 1997 год, 51 % (остальные 49 % у BOC Hong Kong Group), страхование жизни)
- BOCHK Asset Management (Cayman) Limited (Острова Кайман, 2010 год, 100 %, инвестиционный холдинг)
- BOC Insurance (International) Holdings Company Limited (Гонконг, 2017 год, 100 %, инвестиционный холдинг)
- BOC Credit Card (International) Limited (Гонконг, 1980 год, 100 %, обслуживание кредитных карт)
- BOC Group Trustee Company Limited (Гонконг, 1997 год, 66 %, трастовые услуги)
- BOCI-Prudential Trustee Limited (Гонконг, 1999 год, 42,24 %, трастовые услуги)
- Bank of China (Malaysia) Berhad (Малайзия, 2000 год, 100 %, банкинг)
- China Bridge (Malaysia) Sdn. Bhd. (Малайзия, 2009 год, 100 %, подача заявок на визы в КНР)
- Bank of China (Thai) plc (Таиланд, 2014 год, 100 %, банковские услуги)
- Bank of China (Hong Kong) Nominees Limited (Гонконг, 1985 год, 100 %, номинальная компания)
- Bank of China (Hong Kong) Trustees Limited (Гонконг, 1987 год, 100 %, трастовые услуги)
- BOCHK Financial Products (Cayman) Ltd. (Острова Кайман, 2006 год, 100 %, выпуск ценных бумаг)
- BOCHK Information Technology (Shenzhen) Co., Ltd. (КНР, 1990 год, 100 %, инвестиционный холдинг)
- BOCHK Information Technology Services (Shenzhen) Co., Ltd. (КНР, 1993 год, 100 %, информационные услуги)
- Che Hsing (Nominees) Limited (Гонконг, 1980 год, 100 %, номинальная компания)
- Po Sang Financial Investment Services Company Limited (Гонконг, 1980 год, 100 %, операции с золотом и инвестиционный холдинг)
- Po Sang Securities and Futures Limited (Гонконг, 1993 год, 100 %, брокерские услуги с ценными бумагами и фьючерсами)
- Sin Chiao Enterprises Corporation, Limited (Гонконг, 1961 год, 100 %, инвестиционный холдинг)
- Sin Hua Trustee Limited (Гонконг, 1978 год, 100 %, трастовые услуги)
- BOCHK Asset Management Limited (Гонконг, 2010 год, 100 %, управление активами)
- 14 инвестиционных компаний, зарегистрированных на Британских Виргинских островах в 2014 году (Billion Express Development Inc., Billion Orient Holdings Ltd., Elite Bond Investments Ltd., Express Capital Enterprise Inc., Express Charm Holdings Corp., Express Shine Assets Holdings Corp., Express Talent Investment Ltd., Gold Medal Capital Inc., Gold Tap Enterprises Inc., Maxi Success Holdings Ltd., Smart Linkage Holdings Inc., Smart Union Capital Investments Ltd., Success Trend Development Ltd., Wise Key Enterprises Corp.)

В 2015 году дочерняя компания BOCI-Prudential заняла 449-е место среди крупнейших инвестиционных компаний мира по размеру активов под управлением ($10,230 млрд). Эта компания, объединяющая ряд инвестиционных фондов (BOCHK Aggressive Growth Fund, BOCHK Balanced Growth Fund, BOCHK China Equity Fund, BOCHK Conservative Growth Fund, BOCI - Prudential Asset Management Limited, BOCI - Prudential Trustee Limited) была образована совместно с британской страховой компанией Prudential plc, доля которой составляет 36 %.

## Корпоративная социальная ответственность и спонсорство
В 2016 году на 28 проектов в сфере корпоративной социальной ответственности BOC Hong Kong потратила HK$13 млн; в 2017 году также было профинансировано 28 проектов, однако расходы составили 200 млн, из них HK$100 млн было передано Городскому университету Гонконга, ещё HK$50 млн футбольной ассоциации Гонконга; рост был связан с празднованием 20-летнего юбилея изменения официального статуса Гонконга с британской колонии на специальный административный район КНР и 100-летнего юбилея присутствия Bank of China в Гонконге.
В середине ноября на гонконгском ипподроме Сатхинь проходит день BOCHK, включающий розыгрыш трёх кубков второй группы первого класса (BOCHK Jockey Club Cup, BOCHK Wealth Management Jockey Club Mile, BOCHK Wealth Management Jockey Club Sprint).